# Ambo (Éthiopie)
Pour les articles homonymes, voir Ambo.
Ambo (en oromo : Amboo, également appelée  Hagere Hiywet) est une ville et un woreda du centre-ouest de l'Éthiopie située près de 120 km à l'ouest d'Addis-Abeba. Chef-lieu de la zone Ouest Shewa de la région Oromia, Ambo a 48 171 habitants en 2007.

## Démographie
Peuplée de 48 171 habitants au recensement national de 2007, Ambo est à la fois la plus grande ville et le chef-lieu de la zone Ouest Shewa.
En 2022, sa population est estimée à 99 905 personnes avec une densité de population de 9 792 personnes par km2 et 10,2 km2 de superficie.

## Géographie
Ambo est aussi une station thermale connue pour son eau minérale qui est embouteillée en dehors de la ville et est la marque la plus populaire en Éthiopie. Près de la ville se trouvent des lieux intéressants comme le Mont Wenchi une trentaine de kilomètres au sud avec son lac de cratère, ou bien les chutes Guder et Huluka.

## Histoire
Dans les années 1920, lorsque le négus Lij Iyasu fut capturé, il fut emprisonné quelque temps à Ambo, avant d'être transféré à la maison d'arrêt de Fitche. À partir de 1933, Ambo commença à devenir un lieu de détente avec la construction fr cabines de bains et plusieurs hôtels de type européen, ainsi que des villas pour l'empereur et des personnalités.
En 1938, les infrastructures de la ville s'améliorèrent avec l'apparition d'une poste, du téléphone, d'une clinique ambulatoire, de restaurants et d'hôtels. Deux forts italiens furent édifiés et dans une grotte les italiens érigèrent un monument en l'honneur de la 5e division alpine Pusteria, qui participa à la seconde guerre italo-éthiopienne.
Pendant la seconde Guerre mondiale, en 1941, les alliés atteignirent Ambo dans un véhicule blindé Sud-Africain et trouvèrent 140 soldats italiens paniqués qui furent emprisonnés dans un camp de prisonniers improvisé sur place jusqu'en 1942.
À partir de 1955, grâce à ses ressources hydrauliques, la ville produisit de plus en plus d'énergie électrique, participant ainsi à l'essor d'Ambo. En 1958, les écoles agricoles et forestières d'Ambo accueillaient 150 étudiants. 
Dans la soirée du 23 janvier 1968, la ville ressenti un léger tremblement de terre dont l'épicentre se situait non loin d'Ambo, mais qui ne produisit pas de dommages.
Dans les dernières semaines de la guerre civile éthiopienne, le parti du Front démocratique révolutionnaire du peuple éthiopien annonça qu'il avait libéré la ville du régime Derg le 25 avril 1991. Cette "prise" faisait partie de sa stratégie visant à ne pas prendre directement d'assaut la capitale, Addis-Abeba, mais plutôt à l'encercler et à l'isoler du reste du pays. 
En 1994, la population d'Ambo apprenant qu'un groupe d'Amharas a créé un groupe appelé Galla-geday (« Les Oromos tueurs »), elle en demande la dissolution. Leur plainte n'ayant pas été suivie d'effet, la population dû prendre des mesures d'auto-défense. Un homme d'affaires oromo, Daraaraa Kafani, fut tué devant sa maison et ses funérailles furent suivies par des centaines d'oromos à Ambo. La police arrêta près d'une quarantaine de personnes, en affirmant qu'il s'agissait de membres du Front de libération Oromo.

## Jumelage
Le 18 décembre 2006, le gouvernement de la région Oromia a signé un accord avec la province Henan en Chine afin d'établir un jumelage entre Ambo et la ville de Xuchang.